# Cyberbully (película de 2011)
Cyberbully (estilizado como cyberbu//y) es una película dramática estadounidense hecha para televisión estrenada el 17 de julio de 2011 por ABC Family. ABC Family trabajó con la revista Seventeen para hacer la película, y crear un proyecto llamado "Delete Digital Drama". La película cuenta la historia de una adolescente que sufre de cyber acoso. La película fue filmada en Montreal.

## Sinopsis
La película sigue a Taylor Hillridge (Emily Osment), una adolescente que cae víctima del acoso cibernético. Taylor es una estudiante de secundaria de 17 años que vive con su hermano menor, Eric (Robert Naylor) y su madre divorciada (Kelly Rowan). Sus dos mejores amigas, Samantha Caldone (Kay Panabaker) y Cheyenne Mortenson (Meaghan Rath) van al instituto con ella.
Cuando Taylor recibe un ordenador como regalo de cumpleaños, se entusiasma ya que a partir de ese momento puede gozar de libertad e independencia en la web. Se une a una red social (Cliquester) donde se hace amiga de Scott, un chico que le gusta y que va a clase de historia con ella. Pese al entusiasmo de Taylor, Samantha no está muy contenta con la nueva relación de Taylor pues tuvo una mala experiencia con el mejor amigo de Scott y piensa que le pasará lo mismo a su amiga.
Un día, Taylor deja la cuenta de Cliquester abierta en su ordenador portátil en casa. Su hermano aprovecha la oportunidad y publica un mensaje difamatorio en nombre de su hermana. Las respuestas son abrumadoras e insultantes, por lo que Taylor reacciona de la misma manera, y se desahoga atacando verbalmente a una chica de la escuela. Cuando todo parece estar volviendo a la normalidad, un chico aparentemente guapo y amable, James, agrega a Taylor a Cliquester y comienzan a hablar a diario. Unos días después, James publica un mensaje en el perfil de Taylor en el que dice que se habían acostado. En ese momento se dan cuenta de que James no es real y sospechan de Lindsay, la chica a la que Taylor había insultado días atrás. Los acosos empiezan de nuevo, pero ya no se limitan solo a la red social, en la escuela también se burlan de ella y sus amigas se distancian. Su madre intenta defenderla legalmente, pero ni la escuela ni el estado tiene herramientas para actuar en la red. 
Después de muchas humillaciones, la protagonista se siente tan mal que publica un vídeo en el que da a entender que se quiere suicidar. Su amiga Samantha lo ve enseguida y va en su busca mientras llama a la madre de Taylor. Cuando llegan, la encuentran en el baño intentando tomarse una sobredosis de antidepresivos. La adolescente es ingresada en el hospital un tiempo y, cuando sale, su madre la lleva a un grupo de apoyo para chicos que sufren acoso escolar donde, para su sorpresa, se encuentra con un compañero de clase que ella misma había tildado como "gay". Aunque la primera vez no quería ir, se da cuenta de la gran ayuda de este grupo para recuperar  control sobre su vida e intenta volver a la normalidad. Una tarde, cuando salía de una de esas reuniones, va a buscarla su amiga Samantha, quien le confiesa haber sido ella la creadora del perfil falso de "James". Aunque es una noticia dura, finalmente Taylor la perdona y la ayuda, pues ella empieza también a sufrir ciberacoso.

## Reparto
- Emily Osment es Taylor Hillridge.
- Kay Panabaker es Samantha Caldone.
- Kelly Rowan es Kris Hillridge.
- Jon McLaren es Scott Ozsik.
- Meaghan Rath es Cheyenne Mortenson.
- Jade Hassouné es Caleb.
- Nastassia Markiewicz es Lindsay Fordyce.
- Robert Naylor es Eric Hillridge.
- Caroline Redekopp es Karen Caldone.
- Ronda Louis-Jeune es Becca.

## Música
Emily Osment lanzó una canción llamada "Drift" que se incluyó en la película. Fue lanzada el 12 de julio de 2011. La película también incluye la canción "Breathe Me" de Sia. Los comerciales de la película incluyen la canción "Perfect" de Pink.